# Otto Magnus
Otto Magnus (* 23. November 1836 in Braunschweig; † 29. Februar 1920 in Braunschweig) war ein jüdischer Jurist, der sich während seiner beruflichen Laufbahn als Anwalt für die Zulassung von Juden zum Notariat einsetzte.

## Leben
Otto (Salman) Magnus wurde am 23. November 1836 als ältester Sohn des Arztes Dr. Julius (Jakob) Magnus (1804–82)  und seiner Frau Minna Samson (1809–83) in Braunschweig geboren. Die Familie gehörte seit Generationen zu den angesehenen und vermögenden Familien der Stadt. Nach dem Abitur blieb er noch ein Jahr am Collegium Carolinum, um sich intensiver mit Naturwissenschaften zu beschäftigen, entschloss sich dann aber, Jura in Heidelberg, Berlin und Göttingen (1855–58) zu studieren, promovierte und ließ sich 1862 als Advokat in Braunschweig nieder. 1868 wurde er als Anwalt am Gericht in Wolfenbüttel zugelassen und machte weiter zügig Karriere bis zum Ehrentitel Justizrat. 1867 heiratete er Sophie Isler (1840–1920) aus Hamburg; beide hatten zwei Kinder, den Pharmakologen Rudolf Magnus (1873–1927) und die Malerin Helene Magnus (1880–1971), die mit dem Jugendstilkünstler Ephraim Moses Lilien (1874–1925) verheiratet war.

## Beruf
Als Magnus Notar werden wollte, stand ihm sein Judentum im Wege. Denn im Herzogtum Braunschweig wurde das Notariat mit seinen sicheren Einnahmen jüdischen Anwälten bewusst vorenthalten. Die Begründungen waren althergebracht: erstens sei „einem Christen nicht zuzumuten [...], dass ein Jude ihm einen Eid abnehme“, zweitens könne er seinen Klienten wegen der abweichenden Feiertage nicht jederzeit zur Verfügung stehen. Die Situation verschärfte sich 1885. Als der preußische Prinz Albrecht als Regent in Braunschweig eingesetzt wurde, erklärte er, dass er, so lange er lebe, keinen Juden zum Notar ernennen werde.
Otto Magnus’ Personalakte im Staatsarchiv Wolfenbüttel belegt das jahrzehntelange Ringen des Anwalts um das Notariat, das ihm spätestens im Zuge der Reichsverfassung von 1871 nicht mehr hätte vorenthalten werden dürfen und das in anderen Ländern des Reiches schon an Juden vergeben wurde (1840 wurde Gabriel Riesser als erster Jude in Deutschland zum Notar vereidigt). Magnus korrespondierte mit vielen Notaren und sammelte Material und Daten über ihre Tätigkeit: die Abnahme eines Eides gehörte gar nicht dazu. Ebenso erübrigte sich der Vorwand abweichender Feiertage, weil sich mit der Liberalisierung der deutschen Juden die Arbeitstage und -zeiten immer weiter anglichen. 1887 wandte sich Magnus an seine oberste Behörde, das Reichsjustizamt in Berlin, doch das Amt lehnte eine Einmischung in Landesangelegenheiten ab. Auch die Eingabe an den Kaiser selbst, die Victor Heymann, Magnus’ Kollege und ebenfalls Jude, zeitgleich auf den Weg brachte, wurde abgewiesen. Erst ein neuer Regent teilte 1908 Heymann als erstem Juden das Notariat zu. Otto Magnus erreichte dieses Ziel nicht, er hatte sich inzwischen mit 70 Jahren zur Ruhe gesetzt.
Die Reichsverfassung von 1919 (Weimarer Verfassung) beendete die berufliche Diskriminierung von Juden.